# راتخ (بني حشيش)

تعديل مصدري - تعديل

راتخ هي إحدى قرى عزلة الشرفة بمديرية بني حشيش التابعة لمحافظة صنعاء، بلغ تعداد سكانها 2479 نسمة حسب تعداد اليمن لعام 2004.